# Manuel Aspiazu Paúl
Manuel Aspiazu Paúl (1879-1936) fue un militar español.

## Biografía
Militar perteneciente al arma de ingenieros, llegó a ocupar la jefatura del Servicio Militar de Ferrocarriles. En julio de 1936 ostentaba el rango de coronel y era jefe del Regimiento de Ferrocarriles n.º 2, con base en Leganés. Tras el comienzo de la Guerra Civil mantuvo una actitud vacilante ante la sublevación militar, por lo que poco después sería detenido y encarcelado en la Prisión Modelo. Murió en noviembre de 1936 durante las llamadas Matanzas de Paracuellos. Aspiazu habría pertenecido al grupo de presos de la cárcel Modelo que fueron fusilados en Torrejón de Ardoz.